# Eustomias dubius
Eustomias dubius är en fiskart som beskrevs av Parr 1927. Eustomias dubius ingår i släktet Eustomias och familjen Stomiidae. Inga underarter finns listade i Catalogue of Life.